# Natação no Campeonato Europeu de Esportes Aquáticos de 2016 - 200 m livre masculino
A prova dos 200 metros livre masculino da natação no Campeonato Europeu de Esportes Aquáticos de 2016 ocorreu nos dias 17 e 18 de maio em Londres, no Reino Unido. 

## Calendário
| Fase          | Data       | Hora  |
| ------------- | ---------- | ----- |
| Eliminatórias | 17 de maio | 10:00 |
| Semifinal     | 17 de maio | 19:23 |
| Final         | 18 de maio | 18:51 |

Todos os horários estão no horário local (UTC+0)

## Recordes
Antes desta competição, os recordes eram os seguintes:
| Recorde mundial       | Paul Biedermann           | 1:42.00 | Roma   | 28 de julho de 2009 |
| Recorde europeu       | Paul Biedermann           | 1:42.00 | Roma   | 28 de julho de 2009 |
| Recorde do campeonato | Pieter van den Hoogenband | 1:44.89 | Berlim | 2 de agosto de 2002 |

## Medalhistas
| Ouro                        | Prata                     | Bronze          |
| Sebastiaan Verschuren (NED) | Velimir Stjepanović (SRB) | James Guy (GBR) |

## Resultados

### Eliminatórias
Esses foram os resultados das eliminatórias. 
| Pos. | Bateria | Raia | Nadador                  | Nacionalidade | Tempo   | Notas |
| ---- | ------- | ---- | ------------------------ | ------------- | ------- | ----- |
| 1    | 8       | 2    | Glenn Surgeloose         | Bélgica       | 1:46.93 | Q     |
| 2    | 6       | 4    | Velimir Stjepanović      | Sérvia        | 1:47.03 | Q     |
| 3    | 8       | 4    | James Guy                | Reino Unido   | 1:47.11 | Q     |
| 4    | 6       | 5    | Maarten Brzoskowski      | Países Baixos | 1:47.35 | Q     |
| 5    | 6       | 2    | Matias Koski             | Finlândia     | 1:47.48 | Q     |
| 6    | 8       | 8    | Kacper Majchrzak         | Polónia       | 1:47.59 | Q     |
| 7    | 6       | 8    | Andrea Mitchell D'Arrigo | Itália        | 1:47.61 | Q     |
| 8    | 7       | 4    | Sebastiaan Verschuren    | Países Baixos | 1:47.69 | Q     |
| 9    | 8       | 3    | Dion Dreesens            | Países Baixos | 1:48.05 |       |
| 10   | 7       | 6    | Pieter Timmers           | Bélgica       | 1:48.09 | Q     |
| 11   | 6       | 7    | Lorys Bourelly           | França        | 1:48.16 | Q     |
| 12   | 6       | 6    | Louis Croenen            | Bélgica       | 1:48.29 |       |
| 13   | 8       | 7    | Dominik Kozma            | Hungria       | 1:48.45 | Q     |
| 14   | 5       | 6    | Albert Puig              | Espanha       | 1:48.73 | Q     |
| 15   | 7       | 5    | Jordan Pothain           | França        | 1:48.79 | Q     |
| 16   | 8       | 6    | Péter Bernek             | Hungria       | 1:48.80 | Q     |
| 17   | 5       | 4    | Víctor Martín            | Espanha       | 1:48.81 | Q     |
| 18   | 7       | 1    | Kyle Stolk               | Países Baixos | 1:48.83 |       |
| 19   | 7       | 2    | Felix Auböck             | Áustria       | 1:48.89 | Q     |
| 20   | 8       | 5    | Robert Renwick           | Reino Unido   | 1:48.95 |       |
| 21   | 6       | 9    | Dieter Dekoninck         | Bélgica       | 1:48.98 |       |
| 22   | 5       | 2    | Jordan Sloan             | Irlanda       | 1:49.01 |       |
| 23   | 4       | 2    | Doğa Çelik               | Turquia       | 1:49.15 |       |
| 24   | 8       | 9    | Tom Kremer               | Israel        | 1:49.36 |       |
| 25   | 3       | 1    | Marius Radu              | Roménia       | 1:49.39 |       |
| 26   | 4       | 1    | Isak Eliasson            | Suécia        | 1:49.53 |       |
| 27   | 5       | 7    | Adam Paulsson            | Suécia        | 1:49.57 |       |
| 28   | 4       | 7    | Ádám Telegdy             | Hungria       | 1:49.63 |       |
| 29   | 7       | 0    | Filippo Megli            | Itália        | 1:49.72 |       |
| 30   | 7       | 3    | Duncan Scott             | Reino Unido   | 1:49.77 |       |
| 31   | 6       | 1    | Alexandre Haldemann      | Suíça         | 1:49.80 |       |
| 32   | 5       | 0    | Dimitrios Dimitriou      | Grécia        | 1:49.82 |       |
| 33   | 4       | 6    | Kacper Klich             | Polónia       | 1:49.97 |       |
| 34   | 8       | 0    | Illya Teslenko           | Ucrânia       | 1:50.00 |       |
| 35   | 3       | 5    | Henning Mühlleitner      | Alemanha      | 1:50.12 |       |
| 36   | 5       | 5    | Henrik Christiansen      | Noruega       | 1:50.17 |       |
| 37   | 4       | 8    | Christoffer Carlsen      | Suécia        | 1:50.21 |       |
| 38   | 4       | 4    | Anže Tavčar              | Eslovênia     | 1:50.30 |       |
| 39   | 5       | 9    | Nils Liess               | Suíça         | 1:50.53 |       |
| 40   | 5       | 1    | Ido Haber                | Israel        | 1:50.62 |       |
| 40   | 7       | 8    | Miguel Durán             | Espanha       | 1:50.62 |       |
| 42   | 6       | 0    | Alexi Konovalov          | Israel        | 1:50.64 |       |
| 43   | 3       | 7    | Aleksi Schmid            | Suíça         | 1:50.67 |       |
| 44   | 3       | 2    | Kregor Zirk              | Estónia       | 1:50.70 |       |
| 45   | 7       | 9    | David Brandl             | Áustria       | 1:50.93 |       |
| 46   | 3       | 4    | Miguel Nascimento        | Portugal      | 1:50.99 |       |
| 46   | 2       | 4    | Uroš Nikolić             | Sérvia        | 1:50.99 |       |
| 48   | 3       | 3    | Kaan Özcan               | Turquia       | 1:51.00 |       |
| 49   | 3       | 8    | Gustaf Dahlman           | Suécia        | 1:51.24 |       |
| 50   | 2       | 2    | Kemal Arda Gürdal        | Turquia       | 1:51.26 |       |
| 51   | 3       | 6    | Ergecan Gezmiş           | Turquia       | 1:51.33 |       |
| 52   | 2       | 5    | Pit Brandenburger        | Luxemburgo    | 1:51.55 |       |
| 52   | 5       | 3    | Alexei Sancov            | Moldávia      | 1:51.55 |       |
| 54   | 4       | 3    | Markus Lie               | Noruega       | 1:51.60 |       |
| 55   | 4       | 9    | Stefan Šorak             | Sérvia        | 1:51.84 |       |
| 56   | 4       | 0    | Petr Novák               | Chéquia       | 1:52.16 |       |
| 57   | 2       | 3    | Pavol Jelenák            | Eslováquia    | 1:52.60 |       |
| 58   | 3       | 9    | Thomas Liess             | Suíça         | 1:52.88 |       |
| 59   | 7       | 7    | Cameron Kurle            | Reino Unido   | 1:53.03 |       |
| 60   | 2       | 6    | Irakli Revishvili        | Geórgia       | 1:53.19 |       |
| 61   | 2       | 0    | Daniel Martin            | Roménia       | 1:53.26 |       |
| 62   | 2       | 8    | Andri Aedma              | Estónia       | 1:53.43 |       |
| 63   | 2       | 7    | Karl Luht                | Estónia       | 1:53.86 |       |
| 64   | 1       | 3    | Yonatan Batsha           | Israel        | 1:54.33 |       |
| 65   | 2       | 1    | Davide Bernardi          | San Marino    | 1:57.85 |       |
| 66   | 1       | 4    | Cristian Santi           | San Marino    | 1:59.12 |       |
| 67   | 1       | 5    | Gianluca Pasolini        | San Marino    | 1:59.78 |       |
| 68   | 3       | 0    | Truls Wigdel             | Noruega       | DNS     |       |
| 68   | 4       | 5    | Eduardo Solaeche         | Espanha       | DNS     |       |
| 68   | 5       | 8    | Christos Katrantzis      | Grécia        | DNS     |       |
| 68   | 6       | 3    | Danas Rapšys             | Lituânia      | DNS     |       |
| 68   | 8       | 1    | Clément Mignon           | França        | DNS     |       |

### Semifinal
Esses foram os resultados das semifinais. 
Semifinal 1
| Pos. | Raia | Nadador               | Nacionalidade | Tempo   | Notas |
| ---- | ---- | --------------------- | ------------- | ------- | ----- |
| 1    | 6    | Sebastiaan Verschuren | Países Baixos | 1:45.87 | Q     |
| 2    | 4    | Velimir Stjepanović   | Sérvia        | 1:46.04 | Q     |
| 3    | 3    | Kacper Majchrzak      | Polónia       | 1:46.95 | Q     |
| 4    | 5    | Maarten Brzoskowski   | Países Baixos | 1:47.62 | Q     |
| 5    | 1    | Péter Bernek          | Hungria       | 1:48.22 |       |
| 6    | 2    | Lorys Bourelly        | França        | 1:48.71 |       |
| 7    | 8    | Felix Auböck          | Áustria       | 1:48.85 |       |
| 8    | 7    | Albert Puig           | Espanha       | 1:49.29 |       |

Semifinal 2
| Pos. | Raia | Nadador                  | Nacionalidade | Tempo   | Notas |
| ---- | ---- | ------------------------ | ------------- | ------- | ----- |
| 1    | 5    | James Guy                | Reino Unido   | 1:46.59 | Q     |
| 2    | 4    | Glenn Surgeloose         | Bélgica       | 1:46.91 | Q     |
| 3    | 6    | Andrea Mitchell D'Arrigo | Itália        | 1:47.56 | Q     |
| 4    | 3    | Matias Koski             | Finlândia     | 1:47.58 | Q     |
| 5    | 2    | Pieter Timmers           | Bélgica       | 1:47.73 |       |
| 6    | 7    | Dominik Kozma            | Hungria       | 1:47.85 |       |
| 7    | 1    | Jordan Pothain           | França        | 1:48.35 |       |
| 8    | 8    | Víctor Martín            | Espanha       | 1:48.66 |       |

### Final
Esse foi o resultado da final. 
| Pos.              | Raia | Nadador                  | Nacionalidade | Tempo   | Notas            |
| ----------------- | ---- | ------------------------ | ------------- | ------- | ---------------- |
| Medalha de ouro   | 4    | Sebastiaan Verschuren    | Países Baixos | 1:46.02 |                  |
| Medalha de prata  | 5    | Velimir Stjepanović      | Sérvia        | 1:46.26 |                  |
| Medalha de bronze | 3    | James Guy                | Reino Unido   | 1:46.42 |                  |
| 4                 | 1    | Matias Koski             | Finlândia     | 1:46.98 | Recorde nacional |
| 5                 | 6    | Glenn Surgeloose         | Bélgica       | 1:47.05 |                  |
| 6                 | 2    | Kacper Majchrzak         | Polónia       | 1:47.45 |                  |
| 7                 | 8    | Maarten Brzoskowski      | Países Baixos | 1:47.85 |                  |
| 8                 | 7    | Andrea Mitchell D'Arrigo | Itália        | 1:48.05 |                  |

Legenda
| Recorde mundial       | Recorde mundial (World record)               |                       | Recorde africano                      | Recorde africano (African) |                                           | Q | Classificado por posição (Qualified) |
| Recorde do campeonato | Recorde do campeonato (Championship record)  | Recorde da América    | Recorde da América (Americas)         | q                          | Classificado por melhor tempo (Qualified) |   |                                      |
| Melhor marca do ano   | Melhor marca do ano (World leading)          | Recorde asiático      | Recorde asiático (Asian)              | DNS                        | Não largou (Did not start)                |   |                                      |
| Recorde nacional      | Recorde nacional (National record)           | Recorde europeu       | Recorde europeu (European)            | DNF                        | Não terminou (Did not finish)             |   |                                      |
| Recorde pessoal       | Recorde pessoal do atleta (Personal best)    | Recorde da Oceania    | Recorde da Oceania (Oceania)          | DSQ / DQ                   | Desclassificado (Disqualified)            |   |                                      |
| Recorde da temporada  | Recorde da temporada do atleta (Season best) | Recorde sul-americano | Recorde sul-americano (South America) | NM                         | Sem marca (No mark)                       |   |                                      |